# Agama rueppelli
Agama rueppelli is een hagedis uit de familie agamen (Agamidae).

## Naam en indeling
De wetenschappelijke naam van de soort werd voor het eerst voorgesteld door Léon Vaillant in 1882. De soort is later wel beschreven als Agama vaillanti. Er worden tegenwoordig drie ondersoorten onderscheiden. De voormalige ondersoort Agama rueppelli vaillanti wordt niet meer erkend.
De soortaanduiding rueppelli is een eerbetoon aan de Duitse herpetoloog Eduard Rüppell (1794 - 1884).

### Ondersoorten
Er worden drie ondersoorten erkend die iets verschillen in uiterlijk en leefgebied. Onderstaand zijn de ondersoorten weergegeven, met de auteur en het verspreidingsgebied.
| Naam                            | Auteur         | Verspreidingsgebied                 |
| ------------------------------- | -------------- | ----------------------------------- |
| Agama rueppelli occidentalis    | Parker, 1932   | Ethiopië, Kenia                     |
| Agama rueppelli rueppelli       | Vaillant, 1882 | De rest van het verspreidingsgebied |
| Agama rueppelli septentrionalis | Parker, 1932   | Kenia                               |

## Verspreiding en habitat
Agama rueppelli komt voor in delen van Afrika en leeft in de landen Ethiopië, Kenia, Soedan en Somalië.

## Uiterlijke kenmerken
De hagedis wordt middelgroot, mannetjes bereiken een lichaamslengte exclusief staart van 5,8 tot 8,8 centimeter lang en blijven kleiner dan vrouwtjes die 7,6 tot 8,8 cm bereiken. De staart is langer dan het lichaam en de totale lichaamslengte kan oplopen tot 28 centimeter.